# Ti små cyklister
Ti små cyklister er en dansk børnesang. Den følger denne melodi: